# Acalyptris pallens
Acalyptris pallens là một loài bướm đêm thuộc họ Nepticulidae. Nó được miêu tả bởi Puplesis năm 1984. Nó được tìm thấy ở Mông Cổ, Turkmenistan và Uzbekistan.